# Final da Taça dos Clubes Campeões Europeus de 1977–78
A Final da Taça dos Clubes Campeões Europeus de 1977–78 foi um jogo de futebol entre o Liverpool, da Inglaterra, e o Club Brugge, da Bélgica, em 10 de Maio de 1978, no Estádio de Wembley, em Londres, Inglaterra (o local foi decidido em Berna pela UEFA em 20 de setembro de 1977). O Liverpool era o atual campeão e jogou a sua segunda final da Liga dos Campeões e o Club Brugge jogou a sua primeira final da Liga dos Campeões. Os dois clube já tinham se encontrado na final da Copa da UEFA de 1976, na qual o Liverpool venceu por 4 a 3 no agregado. 
O jogo foi assistido por uma multidão de 92.000. O primeiro tempo foi sem gols mas o Liverpool assumiu a liderança no segundo tempo, quando Kenny Dalglish, marcou após um passe de Graeme Souness. Eles mantiveram essa liderança e venceram o jogo por 1-0, garantindo a segunda Liga dos Campeões, eles se tornaram o primeiro time inglês a ganhar o bi-campeonato da Liga dos Campeões.

## Rota para a final

### Liverpool
| Fase             | Oponentes       | 1º jogo | 2º jogo | Total |
| ---------------- | --------------- | ------- | ------- | ----- |
| Primeira fase    | Não jogou       | —       | —       | —     |
| Segunda fase     | Dynamo Dresden  | 5-1 (C) | 1-2 (F) | 6-3   |
| Quartas de final | Benfica         | 2-1 (F) | 4-1 (C) | 6-2   |
| Semifinal        | Mönchengladbach | 1-2 (F) | 3-0 (C) | 4-2   |

Como campeões da Liga dos Campeões anterior, eles não jogaram na primeira fase. Na segunda rodada, eles enfrentaram o campeão da Alemanha Oriental, Dínamo Dresden. O Liverpool ganhou o jogo de ida, disputado em Anfield, por 5-1. O Dresden venceu o segundo jogo por 2 a 1 em casa, no Glücksgas, e o Liverpool passou com a vitória por 6-3 no agregado.
Nas quartas-de-final, o Liverpool enfrentou o campeão português, Benfica. O jogo de ida foi disputado no Estádio da Luz e terminou com vitória do Liverpool por 2 a 1. O segundo jogo em Anfield, foi vencida pelo Liverpool por 4 a 1.
O adversário do Liverpool nas semifinais foi o Borussia Mönchengladbach, time que eles haviam vencido na final da Liga dos Campeões no ano anterior. O primeiro jogo foi disputada na Alemanha, no  Bökelbergstadion, que era a casa do Borussia na época e o Borussia venceu por 2 a 1. O Borussia dortmund assumiu a liderança quando Wilfried Hannes marcou. O Liverpool empatou em 88 minutos, quando David Johnson marcou, mas no minuto seguinte Rainer Bonhof marcado a partir de um de 22 jardas de um pontapé-livre, então, o Borussia venceu por 2-1. Na segunda partida, em Anfield, Ray Kennedy, Kenny Dalglish e Jimmy Case marcaram e o Liverpool se classificou para a final.

### Club Brugge
| Fase             | Oponentes          | 1º jogo | 2º jogo | Total |
| ---------------- | ------------------ | ------- | ------- | ----- |
| Primeira fase    | KuPS               | 4-0 (F) | 5-2 (C) | 9-2   |
| Segunda fase     | Panathinaikos      | 2-0 (C) | 0-1 (F) | 2-1   |
| Quartas de final | Atlético De Madrid | 2-0 (C) | 2-3 (F) | 4-3   |
| Semifinal        | Juventus           | 0-1 (F) | 2-0 (C) | 2-1   |

O Club Brugge se classificou para a competição pois venceu a Primeira Divisão Belga de 1976-77. Seus adversários na primeira fase foi os campeões finlandeses, Kuopion Palloseura (KuPS). O Brugge venceu a primeira partida por 4-0 na casa do KuPS e venceu também a segunda partida por 5–2 em casa no Jan Breydel Stadium.
Seus oponentes na segundo fase foram os campeões gregos, Panathinaikos. O primeiro jogo foi na Bélgica e o Brugge venceu por 2-0, a segunda partida foi disputada no Estádio Apostolos Nikolaidis. O Panathinaikos venceu a partida por 1 a 0 mas o Brugge passou de fase devido a vitória no agregado por 2 a 1.
A primeira partida foi na Bélgica e foi vencida por 2 a 0 pelo Brugge. O segundo jogo foi disputado no Estádio Vicente Calderón e o Brugge perdeu o jogo por 3-2, mas venceu a eliminatória por um um placar agregado de 4–3.
A campeã italiana Juventus foi a próxima adversária do clube. A primeira partida, no Stadio Olimpico di Torino, foi empate sem gols até os 86 minutos quando Roberto Bettega marcou para dar a vitória para a Juventus por 1-0. O segundo jogo na Bélgica também terminou 1-0 e eles tiveram que ir para a prorrogação. Aos 116 minutos, René Vandereycken, fez o gol que leveu o Brugge para a sua primeira final da Liga dos Campeões. 

## Partida

### Antes

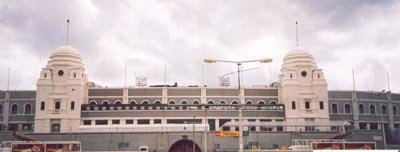
A final foi realizada no Wembley, que já havia tido três finais.

Como a final foi realizada na Inglaterra, em Wembley, o Liverpool foi considerado favoritos. Infelizmente, Raoul Lambert do Brugge e Tommy Smith e David Johnson do Liverpool, não jogaram devido a lesões.

### Resumo
O primeiro tempo foi sem graça. com o Brugge realizando uma forte marcação e uma linha de impedimento para restringir o ataque do Liverpool. No final do primeiro tempo, o Liverpool passou a ter mais chances de marcar e o goleiro do Brugge, Birger Jensen. fez duas defesas cruciais nos chutes de David Fairclough e Alan Hansen.
No início do segundo tempo, Jensen fez outra defesa, desta vez de um chute de Terry McDermott. A primeira grande oportunidade do Brugge surgiu alguns minutos depois, quando um cruzamento de René Vandereycken chegou a Jan Sørensen no lado direito mas o chute foi bloqueado pelo capitão do Liverpool, Emlyn Hughes. Dois minutos depois da entrada de Steve Heighway no Liverpool, Kenny Dalglish recebeu a bola na área e fez o gol que garantiu o título..
Brugge criou apenas mais uma chance dez minutos antes do final da partida mas Sørensen teve seu chute defendido por Clemence e jogo permaneceu 1-0.

### Detalhes
| 10 de Maio de 1978 | Liverpool    | 1 – 0 | Club Brugge | Wembley Stadium , Londres               |
|                    | Dalglish 64' |       |             | Público: 92,500 Árbitro: Charles Corver |

| Liverpool | Club Brugge |

| GK           | 1  | Ray Clemence     |     |     |
| RB           | 2  | Phil Neal        |     |     |
| CB           | 3  | Alan Hansen      |     |     |
| CB           | 4  | Phil Thompson    |     |     |
| LM           | 5  | Ray Kennedy      |     |     |
| LB           | 6  | Emlyn Hughes (c) |     |     |
| CF           | 7  | Kenny Dalglish   |     |     |
| RM           | 8  | Jimmy Case       | 29' | 63' |
| CF           | 9  | David Fairclough |     |     |
| CM           | 10 | Terry McDermott  |     |     |
| CM           | 11 | Graeme Souness   |     |     |
| Substitutes: |    |                  |     |     |
| MF           | 12 | Steve Heighway   | 63' |     |
| Manager:     |    |                  |     |     |
| Bob Paisley  |    |                  |     |     |

| GK           | 1  | Birger Jensen     |     |
| DF           | 2  | Fons Bastijns (c) |     |
| DF           | 3  | Eduard Krieger    |     |
| DF           | 4  | Georges Leekens   |     |
| DF           | 5  | Gino Maes         | 80' |
| MF           | 6  | Julien Cools      |     |
| MF           | 7  | René Vandereycken | 35' |
| MF           | 8  | Dany De Cubber    |     |
| FW           | 9  | Jan Simoen        |     |
| MF           | 10 | Lajos Kű          | 58' |
| FW           | 11 | Jan Sørensen      |     |
| Substitutes: |    |                   |     |
| MF           | 13 | Dirk Sanders      | 58' |
| DF           | 14 | Jos Volders       | 80' |
| Manager:     |    |                   |     |
| Ernst Happel |    |                   |     |

## Pós-jogo
Após a partida, o defensor do Liverpool, Tommy Smith, criticou o Brugge por sua abordagem, dizendo: "Foi uma atitude patética. Você não ganha nada assim".
O treinador do Liverpool, Bob Paisley, também criticou as táticas da equipe belga: "É preciso duas equipes para transformar um jogo em um espetáculo e o Brugge apenas se preocupou em manter o placar. Brugge não chegou perto de nós. Mas eles eram bem organizados na defesa. Nós controlamos o jogo do começo ao fim." 
Entretanto, o treinador do Club Brugge, Ernst Happel, criticou a qualidade da equipa do Liverpool: "O Liverpool parecia apenas uma sombra da equipa que enfrentamos na final da Copa da UEFA há duas temporadas. Fiquei desapontado com eles, mas eles mereceram a vitória."